# Albugnano superiore
L'Albugnano superiore est un vin rouge italien de la région Piémont doté d'une appellation DOC depuis le 6 mai 1997. Seuls ont droit à la DOC les vins récoltés à l'intérieur de l'aire de production définie par le décret. 
Le vin doit être soumis à un vieillissement d’au moins un an (à partir du premier janvier suivant l’année de production des raisins), dont au moins six mois en fûts de chêne. (voir aussi l'article Albugnano rosso).

## Aire de production
Les vignobles autorisés se situent à l’extrême nord-ouest de la province d'Asti dans les communes de Albugnano, Pino d'Asti, Castelnuovo Don Bosco et Passerano Marmorito.

## Caractéristiques organoleptiques
- couleur : rouge rubis plus ou moins intense, parfois avec des reflets grenat.
- odeur : fin, caractéristique, parfois vineux
- saveur : de sec à moelleux, légèrement corsé, plus ou moins tannique, long en bouche, parfois vif.

## Production
Province, saison, volume en hectolitres :
- pas de données disponibles